# Czas ziemski
Czas ziemski (ang. Terrestrial Time - TT) – skala czasu różniąca się od skali czasu współrzędnych geocentrycznych (TCG) o współczynnik (LG) będący funkcją potencjału siły ciężkości na geoidzie.
Z uwagi na niedokładność wyznaczenia potencjału siły ciężkości na geoidzie oraz zmienność w czasie pola siły ciężkości przyjęto stałą wartość współczynnika LG (określoną na podstawie ustalonej wartości potencjału siły ciężkości) równą 6,969290134 × 10-10.
Zależność między czasem ziemskim (TT) a międzynarodowym czasem atomowym (TAI) jest następująca:
TT − TAI = 32,184 s
a między czasem ziemskim (TT) i czasem współrzędnych geocentrycznych (TCG):
TCG − TT = LG × (JD − 2443144.5) · 86400
gdzie LG = 6,969290134 · 10-10, JD - data juliańska.